# Municipi de Lafayette (comtat de Coshocton, Ohio)
El municipi de Lafayette (en anglès: Lafayette Township) és un municipi situat en el comtat de Coshocton a l'estat nord-americà d'Ohio. L'any 2010 tenia 4.081 habitants i la densitat de població era de 62,8 persones per km².
El municipi de Lafayette està situat en les coordenades 40° 15′ 10″ N, 81° 45′ 25″ O / 40.25278°N,81.75694°O. Segons l'Oficina del Cens dels Estats Units, el municipi té una superfície total de 64,98km², de la qual 63,91km² corresponen a terra ferma i l'1,65% (1,07km²) és aigua.

## Demografia
Dels 4.081 habitants, el municipi de Lafayette estava compost per un 98,77% Blancs, un 0,17%afroamericans, el 0,1% amerindis, el 0,17% asiàtics, el 0,1% d'altres races i el 0,69% d'una barreja de races. Del total de la població el 0,39% dren hispans o llatins de qualsevol raça.